# Mistrzostwa Świata Juniorów w Curlingu 1976
Mistrzostwa Świata Juniorów w Curlingu 1976 – turniej, który odbył się w dniach 22-27 lutego 1976 w szkockim Aviemore. Mistrzami świata juniorów zostali Kanadyjczycy.
Była to druga edycja mistrzostw świata juniorów w curlingu. Po raz pierwszy odbyły się one w Szkocji. W turnieju wzięło udział 10 drużyn męskich.
Na mistrzostwach zadebiutowała Dania.

## Reprezentacje
| Państwo           | Czwarty              | Trzeci            | Drugi                 | Otwierający      |
| ----------------- | -------------------- | ----------------- | --------------------- | ---------------- |
| Dania             | Tommy Stjerne        | Oluf Olsen        | Peter Andersen        | Steen Hansen     |
| Francja           | Claude Feige         | Jean-Louis Sibuet | Christian Marin-Pache | Marc Sibuet      |
| Kanada            | Paul Gowsell         | Neil Houston      | Glen Jackson          | Kelly Stearne    |
| RFN               | Hans Dieter Kiesel   | Rainer Schöpp     | Wolfgang Artinger     | Norbert Petrasch |
| Norwegia          | Sjur Loen            | Morten Søgaard    | Hans Bekkelund        | Roar Rise        |
| Stany Zjednoczone | Donald Jr Barcome    | Dale Mueller      | Gary Mueller          | Earl Barcome     |
| Szkocja           | Robert Kelly         | Ken Horton        | Willie Jamieson       | Keith Douglas    |
| Szwajcaria        | Jean-Claude Stettler | Marcel Ruefli     | Hans Peter Ringli     | Christoph Stiep  |
| Szwecja           | Jan Ullsten          | Mats Nyberg       | Anders Grahn          | Bo Söderström    |
| Włochy            | Massimo Alvera       | Franco Sovilla    | Fabio Bovolenta       | Marco Lorenzi    |

pogrubieniem oznaczono skipów.

## Rozgrywki

### Round Robin
| Państwo           | W | P |
| ----------------- | - | - |
| Norwegia          | 7 | 2 |
| Szkocja           | 7 | 2 |
| Kanada            | 7 | 2 |
| Szwecja           | 6 | 3 |
| Francja           | 5 | 4 |
| Stany Zjednoczone | 5 | 4 |
| RFN               | 4 | 5 |
| Szwajcaria        | 3 | 6 |
| Dania             | 1 | 8 |
| Włochy            | 0 | 9 |

     Awans do półfinału

### Play-off
|  |           |           |           |        |   |       |         |       |
|  | Półfinały | Półfinały | Półfinały |        |   | Finał | Finał   | Finał |
|  | Półfinały | Półfinały | Półfinały |        |   | Finał | Finał   | Finał |
|  |           |           |           |        |   |       |         |       |
|  |           |           |           |        |   |       |         |       |
|  | 1         | Norwegia  | 2         |        |   |       |         |       |
|  | 1         | Norwegia  | 2         |        |   |       |         |       |
|  | 4         | Szwecja   | 8         |        |   |       |         |       |
|  | 4         | Szwecja   | 8         |        |   | 1     | Szwecja | 3     |
|  |           |           |           |        |   | 1     | Szwecja | 3     |
|  |           |           | 2         | Kanada | 4 |       |         |       |
|  | 2         | Szkocja   | 2         | Kanada | 4 | 3     |         |       |
|  | 2         | Szkocja   |           |        |   |       |         |       |
|  | 3         | Kanada    | 10        |        |   |       |         |       |
|  | 3         | Kanada    | 10        |        |   |       |         |       |
|  |           |           |           |        |   |       |         |       |

## Klasyfikacja końcowa
|  | Mistrzowie świata juniorów     |
|  | Wicemistrzowie świata juniorów |
|  | 3 miejsce                      |

| Państwo           | Skip                 |
| ----------------- | -------------------- |
| Kanada            | Paul Gowsell         |
| Szwecja           | Jan Ullsten          |
| Norwegia          | Sjur Loen            |
| Szkocja           | Robert Kelly         |
| Francja           | Claude Feige         |
| Stany Zjednoczone | Donald Jr Barcome    |
| RFN               | Hans Dieter Kiesel   |
| Szwajcaria        | Jean-Claude Stettler |
| Dania             | Tommy Stjerne        |
| Włochy            | Massimo Alvera       |